# Marcílio Dias
Marcílio Dias (ur. 1838 w Rio Grande do Sul, zm. 12 czerwca 1865 w Corrientes) – brazylijski marynarz, bohater bitwy u ujścia Riachuelo z okresu wojny paragwajskiej.

## Życiorys
Marcílio Dias urodził się w stanie Rio Grande do Sul, na południu Brazylii. Pochodził z ubogiej, czarnej rodziny, jego ojcem był Manuel Fagundes Dias, a matką praczka Palcena Dias. Marcílio trafił do marynarki wojennej w wieku 17 lat, zaczynając od stanowiska chłopca okrętowego. W 1856 r. rozpoczął służbę na korwecie „Constituição”, a następnie na okręcie „Tocantins”, którego dowódcą był admirał Francisco Manuel Barroso da Silva. Swój pierwszy awans otrzymał w 1861 r. i został wówczas promowany na marynarza 3. klasy, zaś w rok później 2. klasy.
W 1863 r. przeszedł przeszkolenie w Escola Prática de Artilharia, po ukończeniu której został marynarzem artylerzystą.
W 1864 r. rozpoczął służbę na korwecie „Imperial Parnaíba”, która brała udział w wyprawie do Rio de la Plata. Po powrocie, w tym samym roku, został promowany na marynarza 1. klasy. W czasie wojny paragwajskiej odznaczył się podczas ataków eskadry brazylijskiej na Paysandú. Był członkiem załogi korwety „Parnaíba” podczas bitwy morskiej u ujścia Riachuelo na rzece Paraná w 1865 r. Został tam śmiertelnie ranny – podczas obrony brazylijskiej flagi stracił ramię. Zmarł 12 czerwca w Corrientes w Argentynie, w wieku 27 lat. Został pochowany w wodach rzeki Paraná, a jego imię stało się symbolem odwagi w walce o ojczyznę. Do dzisiaj jego portret jest eksponowany w siedzibie marynarki brazylijskiej (Marinha do Brasil).
Imieniem odważnego marynarza nazwano kilka okrętów brazylijskiej marynarki wojennej (pierwszy z nich w 1865 r.), m.in. serię niszczycieli), klub sportowy Marcílio Dias Itajaí w Itajaí w stanie Santa Catarina, odznaczenie wojskowe dla wyróżniających się uczniów Szkoły Marynarki Wojennej. Jego imię otrzymały też liczne ulice w brazylijskich miastach.